# Hydropisphaera erubescens
Hydropisphaera erubescens är en svampart som först beskrevs av Roberge ex Desm., och fick sitt nu gällande namn av Rossman & Samuels 1999. Hydropisphaera erubescens ingår i släktet Hydropisphaera och familjen Bionectriaceae.   Inga underarter finns listade i Catalogue of Life.